# Zabłocie (powiat toruński)
Zabłocie – wieś w Polsce położona w województwie kujawsko-pomorskim, w powiecie toruńskim, w gminie Czernikowo. Integralną częścią Zabłocia jest przysiółek Zielona Kępa, położony w całości na wiślanej wyspie Zielona Kępa.
W latach 1975–1998 miejscowość administracyjnie należała do województwa włocławskiego.
| Identyfikator miejscowości | Nazwa Miejscowości | Rodzaj miejscowości |
| -------------------------- | ------------------ | ------------------- |
| 1062405                    | Zielona Kępa       | przysiółek          |